# 柳澤正史
柳澤正史（日语：／ Yanagisawa Seishi ?，1960年5月25日—），日本医学者、医師。美國國家科學院院士。紫綬褒章表彰，文化功勞者。筑波大学教授。
柳澤教授曾獲得庆应医学奖、生命科學突破獎等重要榮譽，被視為可能獲得諾貝爾獎的有力人選。

## 生平
東京都出身，基督徒。自幼學習鋼琴，12歲學習長笛，高中時代參加融合爵士樂樂團，大學時代也隸屬於學生樂團。
1985年，築波大學醫學專業學群畢業後，繼續攻讀同校大學院。三年後取得醫學博士學位，歷任筑波大學、京都大學講師。
1991年，受到諾貝爾生理學或醫學獎得主－約瑟夫·里歐納德·戈爾茨坦與麥可·斯圖亞特·布朗的邀請，移居美國達拉斯，擔任德州大學西南醫學中心副教授、霍华德·休斯医学研究所副研究員。1996年，所有職銜轉正，成為繼利根川進之後第2位日本人霍华德·休斯医学研究所研究員。
1997年，通過審查，將可成為最年輕的東京大學醫學部教授，但謝絕。2010年返回母校築波大學任教。

## 主要貢獻
發現血管收縮因子內皮素（1987年）。發現發作性嗜睡病的病因：食慾素（1998年）。

## 榮譽
- 1990年  　茨城縣科学技術振興財團　筑波賞[5]
- 1997年  　Robert J. and Claire Pasarow Foundation Medical Research Award
- 1998年  　國際腎臓学会　The Donald Seldin Award
- 1998年  　美國藥理学会　The J. J. Abel Award[6]
- 1998年  　美國心臟学会　The Novartis Award
- 1998年  　The Kilby Award
- 1999年  　美國生化学・分子生物学会　The Amgen Award
- 2000年  　塚原仲晃記念賞[7]
- 2000年  　東京科技論壇21　金獎[8]
- 2001年  　The Jacobæus Award[9]
- 2003年  　Bristol-Myers Squibb Achievement Award in Cardiovascular Research[10]
- 2006年  　美國睡眠学会 Outstanding Scientific Achievement Award[11]
- 2013年  　日本心血管内分泌代謝学会 高峰讓吉賞[12]
- 2015年  　美國国生理学会　Walter B. Cannon Memorial Award[13]
- 2016年  　松尾賞[14]
- 2017年  　勃林格殷格翰　埃爾溫·貝爾茲獎[15]
- 2017年  　朝日獎[16]
- 2018年  　庆应医学奖[17]
- 2023年  　生命科學突破獎 Breakthrough Prize in Life Sciences[18]
- 2023年  　科睿唯安引文桂冠獎

## 榮譽頭銜與會員
- 2003年  　美國國家科學院院士[19]
- 2012年  　瑞典卡羅琳學院 The Ulf von Euler 講座[20]
- 2016年  　紫綬褒章[21]
- 2019年  　文化功勞者

## 参見
- 約瑟夫·里歐納德·戈爾茨坦
- 麥可·斯圖亞特·布朗